# Сант'Агата сул Сантерно
Cа̀ит'А̀гата сул Сантѐрно (на италиански: Sant'Agata sul Santerno, на местен диалект Sant'Êgta, Сант'Егъта) е малък град и община в Северна Италия, провинция Равена, регион Емилия-Романя. Разположена е на 11 m надморска височина. Населението на общината 2846 души (към 2010 г.).